# Jönköping
Jönköping (Ausspracheⓘ, [ˈjœnɕøːpiŋ]) ist eine Stadt im Nordwesten der historischen schwedischen Provinz Småland. Sie ist Hauptort der Provinz Jönköpings län und der Gemeinde Jönköping.

## Geographie
Jönköping liegt am Südende des Vättern.

## Geschichte
Jönköping ist ein alter Handelsplatz, der am 18. Mai 1284 die Stadtrechte erhielt. Die Stadt war der Sitz mehrerer schwedischer Reichstage, darunter dem von 1599. In ihrer Rolle als Residenzstadt wurde sie zu Beginn des 17. Jahrhunderts stark befestigt und übernahm für weite Teile des südlichen Schwedens eine wichtige Rolle als administratives Zentrum. In diese Zeit fällt auch die Anlage eines Kanalsystems. 1612 wurde die Stadt von den Schweden niedergebrannt, um den anrückenden Dänen kein Quartier zu geben.
In Jönköping wurde am 10. Dezember 1809 der Friedensschluss nach dem Dänisch-Schwedischen Krieg 1808–1809 unterzeichnet.
Im Sommer 1948 ereignete sich in Jönköping ein weithin beachteter Vorgang: Dort überfielen Angehörige der Mehrheitsbevölkerung das Wohnquartier der tattare, einer Untergruppe der "Reisenden" Resandefolket, drangen in Wohnungen ein, zerstörten sie zum Teil und versuchten mit massiven Angriffen die Bewohner aus der Stadt zu vertreiben. Dabei verhielt sich die Polizei weitgehend passiv. Einige wenige Teilnehmer der tagelangen Krawalle, an denen Tausende teilnahmen, wurden festgenommen, ausnahmslos Reisende.
Jönköping war für seine Zündholzindustrie (Schwedenhölzer, säkerhetständstickor) international bekannt. Das weltführende Unternehmen Svenska Tändsticks AB (STAB), heute Swedish Match, war bis zum Jahr 1970 hier ansässig.

## Veranstaltungen
Auf dem örtlichen Elmia-Messegelände findet zweimal im Jahr die DreamHack statt. Sie ist vor der in Norwegen stattfindenden The Gathering die größte LAN-Party der Welt.

## Sport
In der Stadt ist der Eishockeyverein HV71 ansässig, wie auch der Fußballverein Jönköpings Södra IF sowie der IK Hakarpspojkarna, der vor allem für seine vier Erfolge bei dem Orientierungslaufwettbewerb Tiomila bekannt ist.
1977 fanden hier die Schwimmeuropameisterschaften mit Wasserball und Wasserspringen statt. Jönköping war neben Göteborg und Karlstad einer der drei Austragungsorte der Eishockey-Weltmeisterschaft der Herren 2002. Bei der Handball-Weltmeisterschaft der Herren 2011 wurden neun Spiele der Hauptrunde in der Kinnarps Arena ausgetragen. 2016 fanden im Ortsteil Huskvarna die Mountainbike-Europameisterschaften der UEC statt.

## Sehenswürdigkeiten

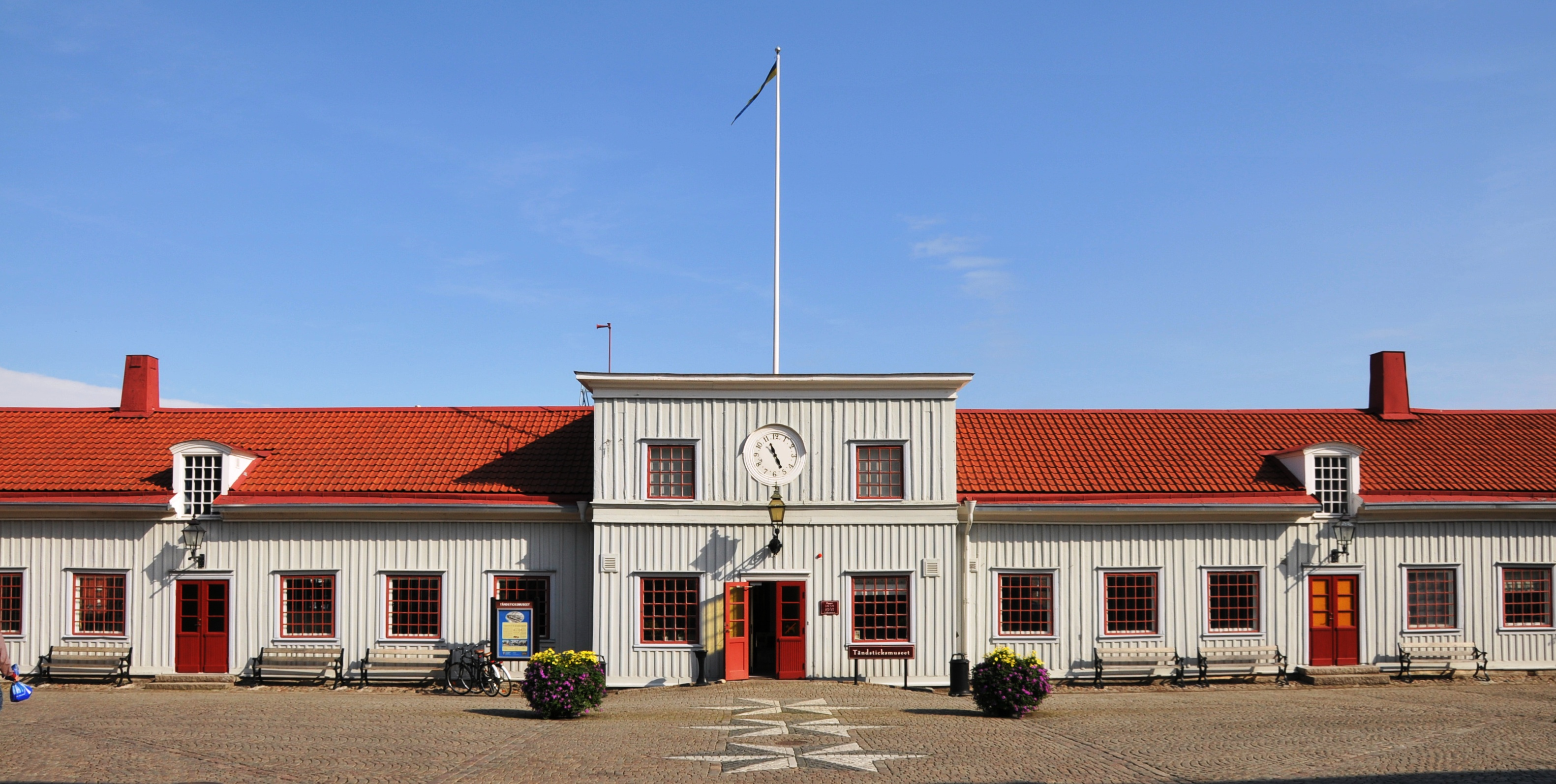
Streichholzmuseum

Tändsticksområdet (Streichholzviertel) am Hafen

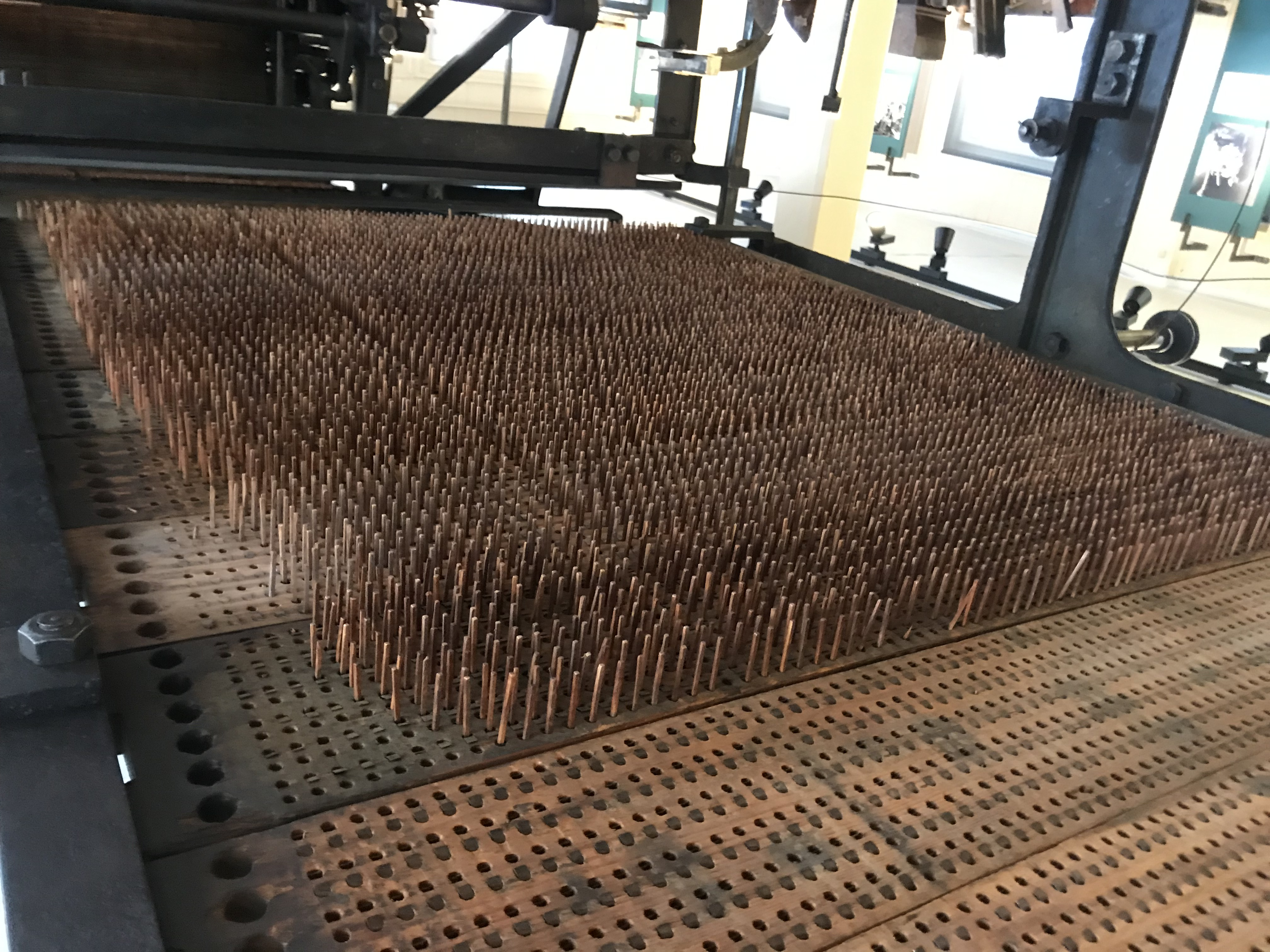
Ausstellungsobjekt im Streichholzmuseum

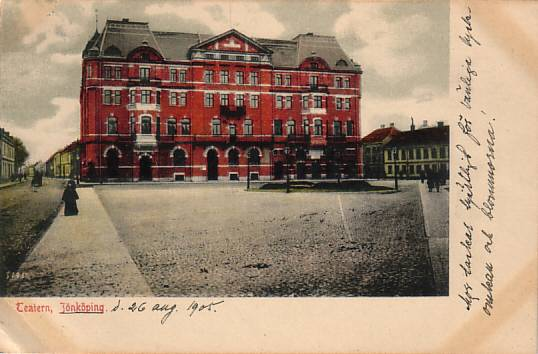
Jönköping Grand Hotel, eines der ältesten Hotels der Stadt, auf einer Postkarte aus dem Jahr 1905

Neben dem Stadtpark mit seinem Freilichtmuseum ist das Streichholzmuseum sowie das Fabrikmuseum der Firma Husqvarna AB einen Besuch wert. Ein weiterer Park ist der kleine, in der Innenstadt gelegene Rådhusparken. Weithin sichtbar ist der 72 Meter hohe Turm der Sophiakirche.
Im nahegelegenen Riddersberg befindet sich das Freilichtmuseum des schwedischen Bildhauers und Holzkünstlers Calle Örnemark.
Aufgrund ihrer Rolle als Residenz- und Industriestadt ist Jönköping heute als schwedisches Reichsinteresse klassifiziert.

## Wirtschaft
Jönköping ist ein Zentrum der Forst- und Landwirtschaft. Im Industrievorort Huskvarna werden Elektro- und Haushaltsgeräte hergestellt. Durch seine zentrale Lage zwischen Stockholm, Göteborg und Malmö gilt Jönköping auch als wichtige Drehscheibe und Logistikzentrum, so haben viele Großunternehmen hier ein Lager angesiedelt.

## Bildung und Wissenschaft

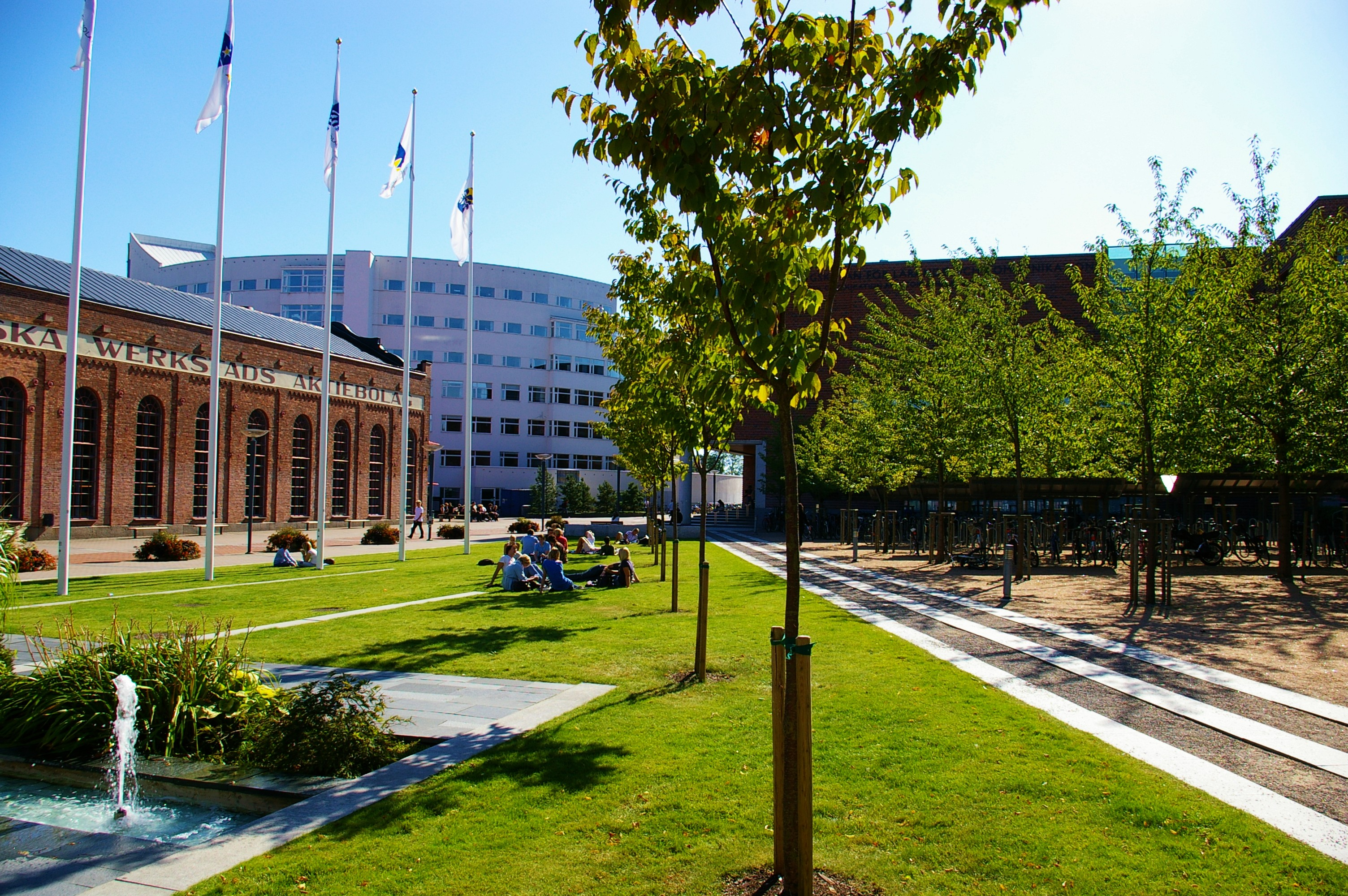
Campus der Hochschule Jönköping

Die  Hochschule Jönköping (schwed. Högskolan i Jönköping) zählt rund 12.000 Studierende. Die private Stiftungshochschule ist für einige Fächer mit Promotions- und Habilitationsrecht ausgestattet. Die Institution setzt sich aus vier Fachhochschulen (schwed. fackhögskolor) mit den Schwerpunkten Wirtschaftswissenschaften, Ingenieurwissenschaften, Gesundheitswesen und Kommunikation bzw. Pädagogik zusammen. Besonders die wirtschaftswissenschaftliche Fakultät, die Jönköping International Business School (JIBS), erfreut sich internationalen Ansehens.

## Söhne und Töchter der Stadt
- Carl Peter Thunberg (1743–1828), Naturalist, Begründer der südafrikanischen und japanischen Botanik
- Carl Henrik Boheman (1796–1868), Entomologe
- Johan Fredrik Höckert (1826–1866), Maler und Hochschullehrer
- Viktor Rydberg (1828–1895), Schriftsteller
- Ebba Hay (1866–1954), Tennisspielerin
- Elis Essen-Möller (1870–1956), Mediziner und Hochschullehrer
- Annie Holmström (1880–1953), Tennisspielerin
- Ove Svenson (1880–1976), Maler und Lithograph
- Ernst Rosell (1881–1953), Sportschütze, Olympiasieger
- John Bauer (1882–1918), Künstler, Maler und Illustrator
- Gustaf Rosenquist (1887–1961), Turner und Fechter
- Vera Nilsson (1888–1979), Malerin und Illustratorin
- Helge Bäckander (1891–1958), Turner
- Fabian Biörck (1893–1977), Leichtathlet und Turner
- Stig Ribbing (1904–2002), Pianist und Musikpädagoge
- Per Wieselgren (1900–1989), Professor
- Dag Hammarskjöld (1905–1961), parteiloser Staatssekretär, zweiter UN-Generalsekretär und Friedensnobelpreisträger
- Ingvar Lidholm (1921–2017), Komponist
- Göran Malmqvist (1924–2019), Sprachwissenschaftler, Historiker, Sinologe und Übersetzer
- Carl von Essen (1940–2021), Fechter
- Hans-Gunnar Liljenwall (* 1941), Moderner Fünfkämpfer
- Vladimir Oravsky (* 1947), Autor und Filmregisseur
- Agnetha Fältskog (* 1950), Mitglied von ABBA
- Björn Larsson (* 1953), Schriftsteller und Professor für Literatur
- Lars Adaktusson (* 1955), Journalist und Politiker
- Anders Jormin (* 1957), Jazzmusiker
- Lars Jacobsson (* 1960), Fußballtrainer
- Eva-Lena Karlsson (* 1961), Skilangläuferin
- Martin Modéus (* 1962), lutherischer Bischof
- Carl Henrik Fredriksson (* 1965), Chefredakteur und Herausgeber von Eurozine
- Kristina Winberg (* 1965), Politikerin
- Fredrik Carlquist (* 1969), Jazzmusiker
- Jacob Karlzon (* 1970), Jazzmusiker
- Joakim Andersson (* 1971), Wasserspringer
- Mikael Tillström (* 1972), Tennisspieler
- Johanna Billing (* 1973), Konzeptkünstlerin
- Jimmy Thelin (* 1978), Fußballtrainer
- Andreas Tegström (* 1979), Fußballspieler
- David F. Sandberg (* 1981), Filmemacher
- Karl Svensson (* 1984), Fußballspieler
- Fredric Pettersson (* 1989), Handballspieler
- Filippa Idéhn (* 1990), Handballspielerin
- Philip Lindau (* 1991), Radrennfahrer
- 1.Cuz (* 1997), Rapper
- Annie Lindh (* 1997), Biathletin
- Axelina Johansson (* 2000), Kugelstoßerin
- Alexandra Viktorovitch (* 2000), Tennisspielerin
- Thea Kylberg (* 2004), Handballspielerin

## Klimatabelle
|                       | Jan  | Feb  | Mär  | Apr  | Mai  | Jun  | Jul  | Aug  | Sep  | Okt | Nov  | Dez  |   |      |
| Mittl. Tagesmax. (°C) | −1,1 | −0,5 | 3,0  | 8,5  | 15,2 | 19,6 | 20,5 | 19,6 | 14,7 | 9,8 | 4,0  | 0,6  | ⌀ | 9,5  |
| Mittl. Tagesmin. (°C) | −6,6 | −7,3 | −4,6 | −1,1 | 3,6  | 7,6  | 9,4  | 8,7  | 6,0  | 3,1 | −1,2 | −5,1 | ⌀ | 1,1  |
|                       |      |      |      |      |      |      |      |      |      |     |      |      |   |      |
| Niederschlag (mm)     | 48   | 31   | 38   | 37   | 46   | 52   | 73   | 63   | 71   | 63  | 66   | 53   | Σ | 641  |
|                       |      |      |      |      |      |      |      |      |      |     |      |      |   |      |
| Sonnenstunden (h/d)   | 1,0  | 2,2  | 3,4  | 5,2  | 7,1  | 7,6  | 6,9  | 6,4  | 4,4  | 2,6 | 1,4  | 0,9  | ⌀ | 4,1  |
|                       |      |      |      |      |      |      |      |      |      |     |      |      |   |      |
| Regentage (d)         | 11   | 7    | 9    | 9    | 9    | 9    | 11   | 10   | 11   | 11  | 13   | 12   | Σ | 122  |
|                       |      |      |      |      |      |      |      |      |      |     |      |      |   |      |
| Luftfeuchtigkeit (%)  | 86   | 84   | 80   | 72   | 67   | 66   | 72   | 75   | 80   | 81  | 87   | 88   | ⌀ | 78,1 |

| −6,6 |

| −7,3 |

| −4,6 |

| −1,1 |

| 3,6 |

| 7,6 |

| 9,4 |

| 8,7 |

| 6,0 |

| 3,1 |

| −1,2 |

| −5,1 |

| −6,6 |

| −7,3 |

| −4,6 |

| −1,1 |

| 3,6 |

| 7,6 |

| 9,4 |

| 8,7 |

| 6,0 |

| 3,1 |

| −1,2 |

| −5,1 |